# Diocesi di Claneo
La diocesi di Claneo (in latino Dioecesis Claniensis) è una sede soppressa del patriarcato di Costantinopoli e una sede titolare della Chiesa cattolica.

## Storia
Claneo, forse identificabile con Turgut, nel distretto di Yunak in Turchia, è un'antica sede episcopale della provincia romana della Frigia Salutare nella diocesi civile di Asia. Faceva parte del patriarcato di Costantinopoli ed era suffraganea dell'arcidiocesi di Amorio, sede metropolitana istituita nel IX secolo.
La diocesi è documentata nelle Notitiae Episcopatuum del patriarcato fino al XII secolo, dapprima come suffraganea dell'arcidiocesi di Pessinonte nella Galazia Seconda (Notitiae 1-3) e poi di Amorio (Notitiae 4-13).
Sono due i vescovi noti di questa antica sede: Salomone (o Solomone), che prese parte al concilio di Costantinopoli del 680 e al concilio in Trullo del 692; e Niceforo, menzionato nelle liste episcopali del concilio di Nicea del 787.
Dal 1933 Claneo è annoverata tra le sedi vescovili titolari della Chiesa cattolica; il titolo non è più assegnato dal 31 gennaio 1968. Sono stati due i vescovi titolari di Claneo: Francis Xavier Esser, vicario apostolico di Keetmanshoop e successivamente vescovo coadiutore di Keimoes; e George Henry Speltz, vescovo ausiliare di Winona e poi vescovo coadiutore di Saint Cloud.

## Cronotassi

### Vescovi greci
- Salomone † (prima del 680 - dopo il 692)
- Niceforo † (menzionato nel 787)

### Vescovi titolari
- Francis Xavier Esser, O.S.F.S. † (13 gennaio 1949 - 12 settembre 1962 succeduto vescovo di Keimoes)
- George Henry Speltz † (12 febbraio 1963 - 31 gennaio 1968 succeduto vescovo di Saint Cloud)